# توم ويلت
توم ويلت (بالإنجليزية: Tom Willett) هو شخصية أعمال أمريكي، ولد في 1950.

## وصلات خارجية
- توم ويلت على موقع IMDb (الإنجليزية)
- توم ويلت على موقع ميوزك برينز (الإنجليزية)
- توم ويلت على موقع ميوزك برينز (الإنجليزية)
- توم ويلت على موقع ديسكوغز (الإنجليزية)
- توم ويلت على موقع قاعدة بيانات الفيلم (الإنجليزية)